# Venceslaus Ulricus Hammershaimb
Venceslaus Ulricus Hammershaimb (Sandavágur, 25 de març de 1819 – Copenhaguen, 8 d'abril de 1909) escriptor, folklorista i gramàtic feroès. Establí la moderna ortografia del feroès basant-se en una tradició continuada escrita des del nòrdic antic, en el que creà una autèntica ortografia fonètica en la que, per exemple a la lletra Ð no s'hi afegeix cap fonema.

## Obres
- 1851: Sjúrðar Kvæði
- 1855: Færøske Kvæder
- 1884: Føroyingasøga. Tórshavn - 137 S.
- 1891: Færøsk Anthologi I. Tekst samt historisk og grammatisk Indledning, Kopenhagen; 3. Nachdruck, Tórshavn.
- 1891: Færøsk Anthologi II. Ordsammling og Register